# Ekstrasistole
Ekstrasistole su preuranjeni srčani otkucaji. Mogu se javiti kod zdravih osoba, ali i kod osoba koje imaju strukturnu bolest srca. Dvije su vrste: ventrikularna ekstrasistolija, VES, i supraventrikularna ekstrasistolija, SVES. Do ekstrasistola može doći zbog kofeina, alkohola, nikotina, droga, stresa, uzbuđenja, nekih lijekova, poremećaja elektrolita, ali i zbog niske razine željeza u organizmu. Najčešće su bezazlene, no ako se preskakanje srca osjeti poželjno je snimiti EKG i nositi EKG 24 h holter. Liječenje se provodi ovisno o broju ekstrasistola, najčešće se koriste betablokatori. Kod zdrave osobe može doći do 200 VES/24 h, a kod starijih i do 1000/24 h. Ako osoba ne uzima lijekove od pomoći može biti magnezij; preporučene dnevne doze za zdravu osobu iznose 300 mg.[nedostaje izvor] Osobe koje su anksiozne često osjete ekstrasistole i govore kako osjećaju preskakanje srca. Ekstrasistola se najčešće osjeti kao normalan otkucaj nakon kojeg slijedi osjećaj pauze te jak udarac; za neke ljude ovo bude uznemiravajuće iskustvo. Od pomoći mogu biti sedativi, a pokazale su se korisne i razne tehnike za relaksaciju i vježbe disanja. Žene mogu osjetiti učestalije ekstrasistole pred menstruaciju, a učestalost ekstrasistola raste u drugoj fazi menstrualnog ciklusa.